# Myron McCormick
Pour les articles homonymes, voir McCormick.
Walter Myron McCormick est un acteur américain, né le 8 février 1908 à Albany (Indiana), mort le 30 juillet 1962 à New York (État de New York).

## Biographie
Très actif au théâtre, Myron McCormick joue notamment à Broadway (New York) dès 1932, principalement dans des pièces, dont The Wingless Victory de Maxwell Anderson (1936-1937, avec Walter Abel et Katharine Cornell) et State of the Union d'Howard Lindsay et Russel Crouse (1945-1947, avec Ralph Bellamy et Ruth Hussey).
Sa dernière pièce à Broadway est l'adaptation du roman de Mac Hyman No Time for Sergeants (1955-1957, avec Andy Griffith et Roddy McDowall). Il y tient le rôle du sergent Orville C. King qu'il reprend dans la transposition à l'écran de 1958 sous le même titre original, à nouveau avec Andy Griffith (réalisation de Mervyn LeRoy ; titre français : Deux farfelus au régiment).
Toujours à Broadway, il crée le rôle de Luther Billis dans la comédie musicale South Pacific du tandem Rogers-Hammerstein, représentée de 1949 à 1954, aux côtés de Mary Martin et Ezio Pinza.
Au cinéma, il contribue à seulement quatorze films américains, le premier étant Sous les ponts de New York d'Alfred Santell (1936, avec Burgess Meredith et Margo). Suivent notamment La Pagode en flammes d'Henry Hathaway (1942, avec Gene Tierney et George Montgomery), Pour que vivent les hommes de Stanley Kramer (1955, avec Olivia de Havilland et Robert Mitchum), Deux farfelus au régiment précité (1958) et L'Arnaqueur de Robert Rossen (son avant-dernier film, 1961, avec Paul Newman et Jackie Gleason).
Son dernier film sort en 1962, année de sa mort prématurée à 54 ans, des suites d'un cancer.
À la télévision américaine, Myron McCormick apparaît dans vingt-deux séries entre 1948 et 1963 (diffusion après son décès), dont Les Incorruptibles (un épisode, 1960) et Alfred Hitchcock présente (deux épisodes, 1960-1961).
S'y ajoute le téléfilm The Iceman Cometh de Sidney Lumet (1960, avec Jason Robards et Robert Redford).
Enfin, durant sa carrière, il se produit aussi à la radio, entre autres dans l'émission Les Mystères d'Inner Sanctum (diffusée de 1941 à 1952).

## Théâtre à Broadway (intégrale)
(pièces, sauf mention contraire)

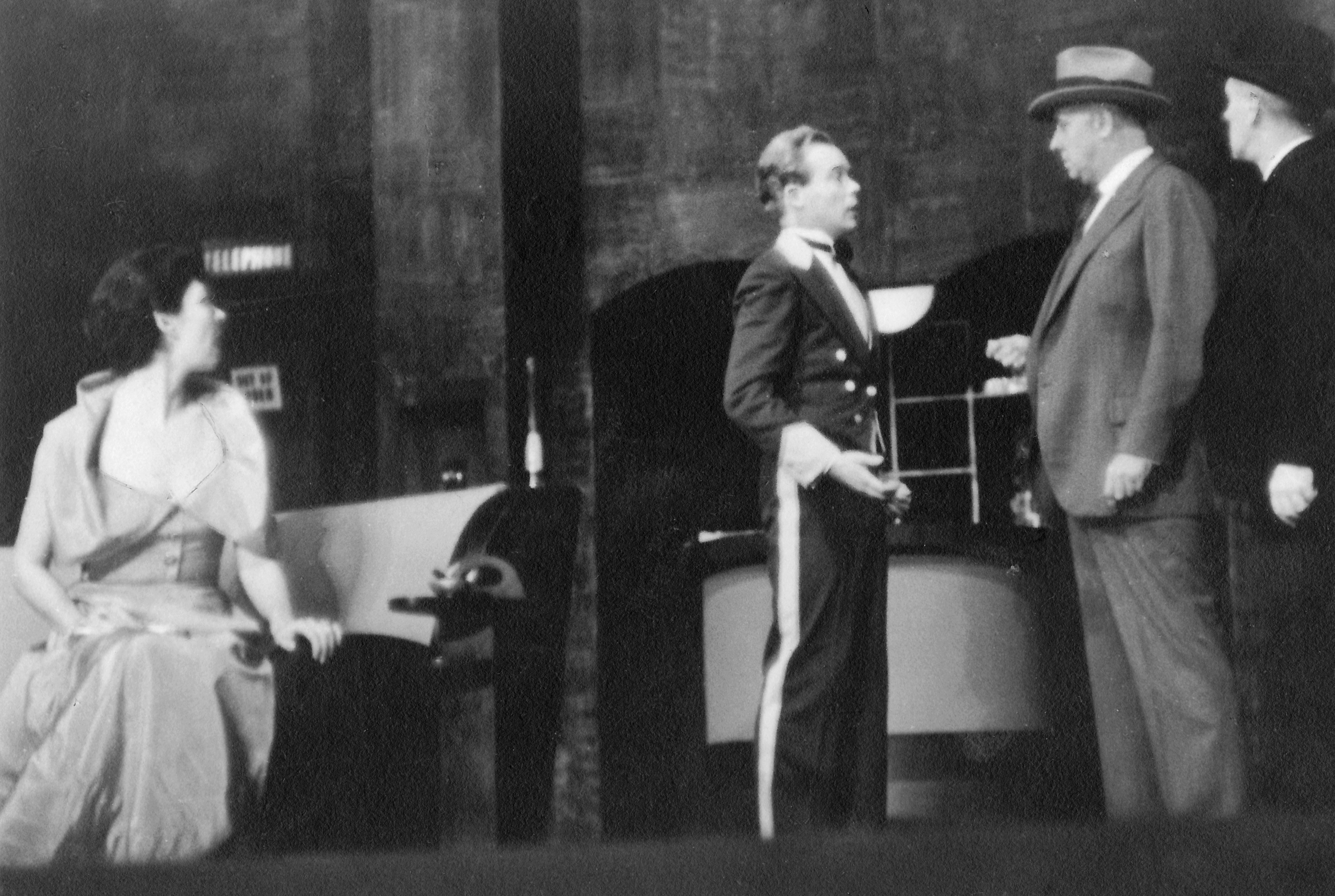
Au centre, avec Ilka Chase, dans la pièce Small Miracle, à Broadway en 1934

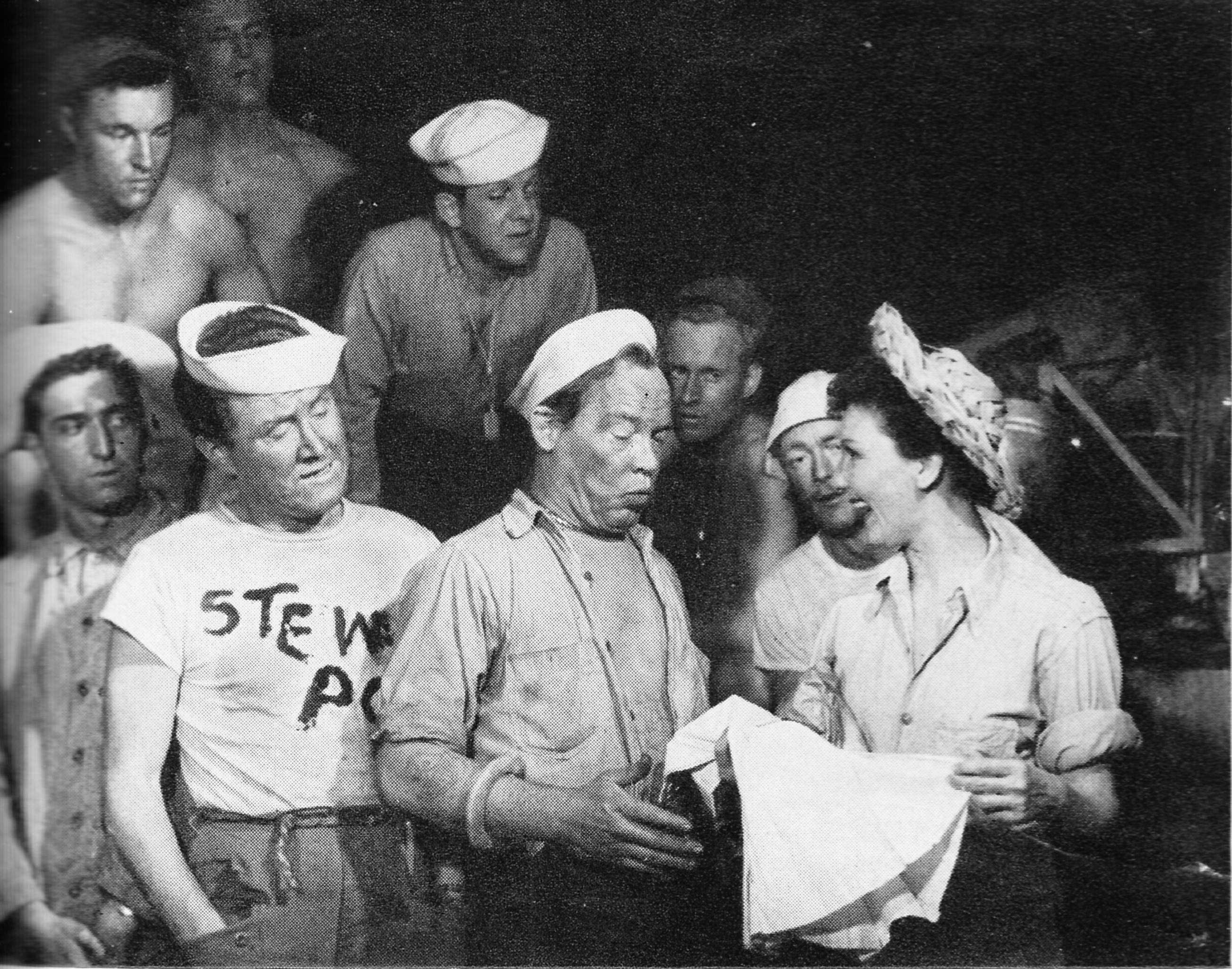
Au centre, avec Mary Martin, dans la comédie musicale South Pacific,
à Broadway en 1950

- 1932 : Carry Nation de Frank McGrath, mise en scène de Blanche Yurka : James Campbell
- 1932-1933 : Goodbye Again d'Allan Scott et George Haight : un groom
- 1933 : Je t'attendais (I Was Waiting for You) de Jacques Natanson, adaptation de Melville Baker : Gaston Marchezais
- 1934 : Yellow Jack de Sidney Howard : Brinkerhof
- 1934-1935 : Small Miracle de Norman Krasna, mise en scène de George Abbott : Eddie
- 1935 : On to Fortune de Lawrence Langner et Armina Marshall : Donald Sloan
- 1935 : Les Sentiers de la gloire (Paths of Glory), adaptation par Sidney Howard du roman éponyme d'Humphrey Cobb : Langlois
- 1935 : Substitute for Murder de William Jourdan Rapp et Leonardo Bercovici : Dick
- 1935 : How Beautiful with Shoes de Wilbur Daniel Steele et Anthony Brown : Humble Jewett
- 1935-1936 : Hell Freezes Over de John Patrick, mise en scène de Joshua Logan : Clark
- 1936-1937 : The Wingless Victory de Maxwell Anderson, production de Katharine Cornell : Ruel McQueston
- 1937 : In Clover d'Allan Scott, mise en scène de Bretaigne Windust : James Freeman
- 1938 : How to Get Tough About It de Robert Ardrey : Dan Grimshaw
- 1939 : Thunder Rock de Robert Ardrey, mise en scène d'Elia Kazan : Streeter
- 1941 : The Cream in the Well de Lynn Riggs, mise en scène de Martin Gabel : Gard Dunham
- 1942 : Lily of the Valley de (et mise en scène par) Ben Hecht : Shorty
- 1942-1943 : The Damask Cheek de Lloyd Morris et John Van Druten, mise en scène de ce dernier : Jimmy Randall
- 1944 : Storm Operation de Maxwell Anderson, mise en scène de Michael Gordon : Sergent Peter Moldau
- 1944-1945 : Soldier's Wife de (et mise en scène par) Rose Franken : John Rogers
- 1945-1947 : State of the Union d'Howard Lindsay et Russel Crouse, mise en scène de Bretaigne Windust : Spike McManus
- 1948 : Joy to the World d'Allan Scott, mise en scène de Jules Dassin : J. Newton Mckeon
- 1949-1954 : South Pacific, comédie musicale, musique de Richard Rogers (orchestrée par Robert Russell Bennett), lyrics d'Oscar Hammerstein II, livret d'Oscar Hammerstein II et Joshua Logan, mise en scène et chorégraphie de ce dernier : Luther Billis
- 1955 : The Time of Your Life (en) de William Saroyan : Nick
- 1955 : 27 Wagons Full of Cotton de Tennessee Williams, mise en scène de Vincent J. Donehue : Jake Meighan
- 1955-1957 : No Time for Sergeants, adaptation par Ira Levin du roman éponyme de Mac Hyman, mise en scène de Morton DaCosta, production de Maurice Evans : Sergent Orville C. King

## Filmographie partielle

### Cinéma
- 1936 : Sous les ponts de New York (Winterset) d'Alfred Santell : Carr
- 1940 : The Fight for Life de Pare Lorentz : l'interne
- 1942 : La Pagode en flammes (China Girl) d'Henry Hathaway : Shorty McGuire
- 1949 : L'Ange de la haine (Jigsaw) de Fletcher Markle : Charles Riggs
- 1949 : Je chante pour vous (Jolson Sings Again) d'Henry Levin : Ralph Bryant
- 1955 : Tout le plaisir est pour moi (Three for the Show) de H. C. Potter : Mike Hudson
- 1955 : Pour que vivent les hommes (Not as a Stranger) de Stanley Kramer : Dr Snider
- 1958 : Deux farfelus au régiment (No Time for Sergeants) de Mervyn LeRoy : Sergent Orville C. King
- 1959 : L'Homme qui comprend les femmes (The Man Who Understood Women) de Nunnally Johnson : le prêtre
- 1961 : L'Arnaqueur (The Hustler) de Robert Rossen : Charlie Burns

### Télévision
(séries, sauf mention contraire)
- 1960 : Les Incorruptibles (The Untouchables), saison 1, épisode 28 L'Histoire de Frank Nitti (The Frank Nitti Story) d'Howard W. Koch : Ramsey Lennox
- 1960 : The Iceman Cometh de Sidney Lumet (téléfilm) : Larry Slade
- 1960-1961 : Alfred Hitchcock présente (Alfred Hitchcock Presents)
  - Saison 5, épisode 31 Je sais me défendre (I Can Take Care of Myself, 1960) d'Alan Crosland Jr. : Bert Haber
  - Saison 6, épisode 25 Pièce de musée (Museum Piece, 1961) de Paul Henreid : Newton B. Clovis
- 1962 : Échec et mat (Checkmate), saison 2, épisode 21 The Heart is a Handout de Tom Gries : Phillip « Doc » Walters